# David Mirkin
David Mirkin (Filadelfia, Pensilvania; 18 de septiembre de 1955) es un director de televisión y de largometrajes estadounidense. Es nativo de Filadelfia, y fue alumno de la Universidad Loyola Marymount. Ganó muchos premios Emmy, al igual que los prestigiosos premios Peabody.
Su primer trabajo como escritor de televisión lo tuvo en la versión americana de Three's Company. Mirkin dejó su empleo llevándose un gato nuevo, que había aparecido en uno de los episodios del programa. Nombró a su mascota "T.C.", cuyas siglas significan "Televised Cat" (Gato Televisado) y Three's Company. 
Mirkin fue el guionista principal y el supervisor del popular programa televisivo Newhart, el cual se emitió desde 1982 hasta 1990. A principios de los años 1990, Mirkin creó una serie de televisión muy inusual para la época, titulada "Get a Life", junto con el comediante Chris Elliott. Mirkin, además, escribió los guiones y dirigió la serie. El programa sólo duró dos temporadas, pero sus fanáticos aún lo recuerdan. 
También escribió un proyecto para una serie con Julie Brown y Charlie Coffey titulado The Julie Show, pero no tuvo éxito, ya que las señales televisivas no pudieron incluirlo entre su programación. El trío también colaboró en la serie de comedia The Edge, emitida por FOX desde 1992 hasta 1993.
Mirkin fue el productor ejecutivo de la popular serie animada Los Simpson durante la quinta y la sexta temporada del programa (desde 1993 hasta 1995). Entre otros trabajos, escribió el episodio Deep Space Homer, en el cual Homer y Barney son reclutados por la NASA. Muchos de los episodios en los cuales Mirkin participó (diez en total) fueron escritos por John Swartzwelder, hacia el cual expresa mucha admiración en los comentarios de DVD de la serie. Mirkin, además, dijo en otros comentarios de DVD de Los Simpson que su película favorita es El Graduado y que estaba muy feliz de que Anne Bancroft hubiese accedido a grabar su voz para el episodio Fear of Flying.
Actualmente,[¿cuándo?] Mirkin continúa formando parte del programa, ayudando a los demás escritores a crear los guiones. Además, fue el productor ejecutivo de dos episodios de la novena temporada de Los Simpson ("The Joy of Sect" y "All Singing, All Dancing"). Además, fue uno de los once escritores que colaboró en Los Simpson: la película.
En un episodio de Los Simpson emitido en 2008 ("That 90's show), David Mirkin aparece como director del video musical "Margerine", en el cual Homer canta sobre el amor que siente hacia su novia, Marge. 
Desde 1992 hasta 1998, Mirkin fue uno de los muchos directores de la serie The Larry Sanders Show, emitida por HBO.
Mirkin también dirigió dos largometrajes exitosos: Romy and Michele's High School Reunion (de 1997), con Lisa Kudrow y Mira Sorvino como protagonistas, y Heartbreakers (2001), con Sigourney Weaver, Gene Hackman y Jennifer Love Hewitt. También dirigió el video de James Taylor titulado "Enough to be on Your Way".